# 遣隋使
遣隋使（けんずいし）とは、推古朝の時代に倭国（俀國）が技術や制度を学ぶため隋に派遣した朝貢使の事を言う。600年（推古8年） - 618年（推古26年）の18年間に3回から5回派遣され、607年の遣隋使は天子という君主号を用いた。翌年には天皇と改めたと『日本書紀』は記すが、懐疑的な意見もある。なお、日本の国号が中国に対して使用されたのは702年の遣唐使からである。
大阪の住吉大社近くの住吉津から出発し、住吉の細江（現・細江川）から大阪湾に出、難波津を経て瀬戸内海を筑紫（九州）那大津へ向かい、そこから玄界灘に出る。
倭の五王による南朝への奉献以来約1世紀を経て再開された遣隋使の目的は、東アジアの中心国・先進国である隋の文化の摂取が主であるが、朝鮮半島での新羅との関係を有利にするという、影響力維持の意図もあった。
ただし、倭の五王時代とは異なり、冊封を受けない（したがって臣下ではない）外交原則とした。これは次の遣唐使の派遣にも引き継がれた。

## 第一回（600年）
この派遣第一回 開皇20年（600年）は、『日本書紀』に記載はないが、東アジア諸国では末尾の遣使だった。『隋書』「東夷傳俀國傳」は高祖文帝の問いに遣使が答えた様子を載せている。

「開皇二十年 俀王姓阿毎 字多利思北孤 號阿輩雞彌 遣使詣闕 上令所司訪其風俗 使者言俀王以天爲兄 以日爲弟  天未明時出聽政 跏趺坐 日出便停理務 云委我弟 高祖曰 此太無義理 於是訓令改之」

開皇二十年、俀王、姓は阿毎、字は多利思北孤、阿輩雞弥（おおきみ、あめきみ）と号（ごう）し、使いを遣わして闕（みかど）に詣（まい）らしむ。上、所司（しょし）をしてその風俗を問わしむ。使者言う、俀王は天を以て兄と為し、日を以て弟と為す。天未（いま）だ明けざる時に、出でて政（まつりごと）を聴くに跏趺（かふ）して坐す。日出ずれば、すなわち理務を停（とど）めて、我が弟に委（ゆだ）ぬと云う。高祖曰く、此れ太（はなはだ）義理なし。是に於て訓（おし）えて之を改めしむ。

開皇二十年に、大王（おおきみ）又は天王（あめきみ）と号する倭王アメタリシヒコは、使者を遣わして帝に詣らせた。高祖が役人を通じて倭国の風俗を尋ねさせたところ、使者は「倭王は、天が兄であり、日が弟です。まだ天が明けない時に出て、跏趺して坐りながら、政（まつりごと）を聴きます。日が出れば、すぐに理務を停めて弟に委ねます。」と答えた。高祖は「それは甚だ不合理(あるいは不義理）であるから改めるよう」訓令した。

俀王（通説では俀は倭の誤りとする）姓の阿毎はアメ、多利思北孤（通説では北は比の誤りで、多利思比孤とする）はタリシヒコ、またはタラシヒコで、天より垂下した彦（天に出自をもつ尊い男）の意とされる。阿輩雞弥はオホキミ又はアメキミで、大王又は天王とされる。『新唐書』では、用明天皇（在位585年-587年）が多利思比孤であるとしている（年代は合わないが「あめ」が神上がり（死）を表し「し」が過去の助動詞なら合うとも言える）。開皇20年は、推古天皇8年にあたる。この大王が誰かについては、推古天皇、厩戸王、蘇我馬子など意見が分かれている。
この時派遣された使者に対し、高祖は所司（役人）を通じて俀國の風俗を尋ねさせた。使者は俀王を「姓阿毎 字多利思北孤」号を「阿輩雞彌」で、「天をもって兄とし、日をもって弟とする。いまだ夜が明ける前に出て跏趺して政治を聴き、日が出ると仕事を止めて弟に委ねる」と述べている。ところが高祖から見ると、俀國の政治のあり方が道理に外れたものだと納得できず、改めるよう訓令したというのである。
これが国辱的な出来事だとして、『日本書紀』から遣使の事実そのものが除外されたという。だが、その後603年（推古11年）冠位十二階や、604年十七条憲法の制定など隋風の政治改革が行われ、603年小墾田宮も外交使節の歓待を意識して新造されて、次の遣隋使派遣がされる。

## 第二回（607年）
第二回は『日本書紀』に記載されており、607年（推古15年）に小野妹子が大唐国に国書を持って派遣されたと記されている。
日本の王から隋帝に宛てた国書が、『隋書』「東夷傳俀國傳」に「日出處天子致書日沒處天子無恙云云」（日出づる処の天子、書を日没する処の天子に致す。恙無きや、云々）と書き出されていたとある（『日本書紀』は載せていない）。これを見た煬帝は立腹し、外交担当官である鴻臚卿（こうろけい）に「蕃夷の書に無礼有らば、復た以て聞する勿かれ」(無礼な蕃夷の書は、今後自分に見せるな)と命じたという。
なお煬帝が立腹したのは、天子は中華思想では1人なのに辺境の地の首長が「天子」を名乗ったことと、隋の皇帝が代わっていたことを知らなかったことに対してであり、「日出処」「日没処」との記述に対してではない。「日出處」「日沒處」は『摩訶般若波羅蜜多経』の注釈書『大智度論』に「日出処是東方 日没処是西方」とあるなど、単に東西の方角を表す仏教用語である。冒頭に、「海の西の菩薩天子が仏教を興隆させているので学ばせてほしい」と国書を提出していて、仏教を崇拝し菩薩戒を受けた文帝への仏教重視での対等の扱いを目指した表現で、後を継いだ煬帝相手のものではなかった。
小野妹子（中国名は蘇因高）は、その後返書を持たされて返されている。煬帝の勅使として裴世清が派遣されるという厚遇で一緒に帰国した妹子は、返書を百済に盗まれて無くしてしまったと言明している。しかしこれについて、煬帝からの返書は倭国を臣下扱いする物だったのでこれを見せて怒りを買う事を恐れた妹子が、返書を破棄してしまったのではないかとも推測されている。
裴世清が持ってきたとされる書が『日本書紀』にある（『隋書』は倭王に会った時と帰国する前の裴清の言葉を記すが国書を載せていない）。

「皇帝、倭皇に問う。使人の長吏大礼蘇因高らが訪れて、よく意を伝えてくれた。朕は、天命を受けて、天下を統治し、みずからの徳をひろめて、すべてのものに及ぼしたいと思っている。人びとを愛育したいというこころに、遠い近いの区別はない。倭皇は海のかなたにいて、よく人民を治め、国内は安楽で、風俗はおだやかだということを知った。こころばえを至誠に、遠く朝献してきたねんごろなこころを、朕はうれしく思う。時節は漸く暖かで朕は無事である。鴻臚寺の掌客裴世清らを遣わして送使の意をのべ、併せて別にあるような贈り物をお届けする。」

「皇帝問倭皇 使人長吏大禮 蘇因高等至具懷 朕欽承寶命 臨養區宇 思弘德化 覃被含靈 愛育之情 無隔遐邇 知皇介居海表 撫寧民庶 境內安樂 風俗融合 深氣至誠 遠脩朝貢 丹款之美 朕有嘉焉 稍暄 比如常也 故遣鴻臚寺掌客裴世清等 旨宣往意 并送物如別」『日本書紀』

これは皇帝が蕃夷の首長に対し下す形式の国書であった。倭皇は正しくは「倭王」で、後の『日本書紀』編纂での改竄とする見解が多いが、『魏志』や『宋書』と異なり前代未聞の無礼を受けての返書である。『日本書紀』によるこれに対する返書の書き出しは「東の天皇が敬（つつし）みて西の皇帝に白す」（「東天皇敬白西皇帝」『日本書紀』）とあり、裴世清の書に従って相手を「皇帝」と改め、自分は「倭皇」の「皇」だけを取り入れて「天皇」と改めた。前回とは違う身分が上の貴人に差し出すへりくだった形式となっていて外交姿勢を改めたことになる。「東天皇」は後の編纂時に改定されたもので「大王」か「天王」だったという説と、そのまま天皇号の始まりとする両説がある。『日本書紀』の古訓では「倭皇」「東天皇」をどちらも「やまとのすめらみこと」と読んでいる。
なお裴世清が持参した返書は「国書」であり、小野妹子が持たされた返書は「訓令書」ではないかと考えられる。小野妹子が「返書を掠取される」という大失態を犯したにもかかわらず、一時は流刑に処されるも直後に恩赦されて再度遣隋使に任命され、後に大徳（冠位十二階の最上位）まで昇進した事、また返書を掠取した百済に対して日本が何ら行動を起こしていないという史実に鑑みれば、聖徳太子、推古天皇など倭国中枢と合意した上で、「掠取されたことにした」という事も推測される。
だが、姿勢に変化はあるものの、冊封は受けないとする倭国側の姿勢は貫かれた。隋は高句麗との緊張関係の中、冊封を巡る朝鮮三国への厳しい態度と違い、高句麗の背後に位置する倭国を重視して、冊封なき朝貢を受忍したと思われる。

## 第三回（608年）以降
裴世清を送って小野妹子が再度派遣された。この時は多くの留学生を引き連れ、その中に高向玄理、南淵請安、僧旻、倭漢福因、恵隠らがいた。彼らは隋の滅亡と唐建国を体験し、帰国後に7世紀後半の倭国の改革に貢献する。614年、最後の遣隋使が派遣される。
612年から614年にかけて隋は高句麗に出兵するが、1回目で大敗し、戦費兵役負担から、次の2回にわたる遠征の最中に隋国内で反乱が起こり、618年に煬帝は殺害され隋は滅亡し唐が成立した。

## 年表
- 600年（推古8年）第1回遣隋使派遣。この頃まだ俀國は、外交儀礼に疎く、国書も持たず遣使した。（『隋書』俀國伝）
- 607年（推古15年） - 608年（推古16年）第2回遣隋使、小野妹子・通訳鞍作福利を遣わす。「日出処の天子……」の国書を持参した。小野妹子、裴世清らとともに住吉津に着き、帰国する。妹子は返書の紛失を奏上。世清は「皇帝問倭皇……」の国書を提出。（『日本書紀』、『隋書』俀國伝）
- 608年（推古16年） - ? （『隋書』煬帝紀）
- 608年（推古16年） - 609年（推古17年）第3回遣隋使、小野妹子・吉士雄成・鞍作福利を隋に遣わす。『日本書紀』によると「東の天皇……」の国書を持参。この時、学生として倭漢直福因（やまとのあやのあたいふくいん）・奈羅訳語恵明（ならのおさえみょう）高向漢人玄理（たかむくのあやひとくろまろ）・新漢人大圀（いまきのあやひとだいこく）・学問僧として僧旻・南淵請安・志賀漢人慧隠（しがのあやひとえおん）ら8人、隋へ留学する。隋使裴世清帰国する。鞍作福利は帰国しなかった。（『日本書紀』、『隋書』俀國伝）
- 610年（推古18年） - ?　第4回遣隋使を派遣する。（『隋書』煬帝紀）他に記録がなく、第3回の年次誤りとする説が多い。
- 614年（推古22年） - 615年（推古23年）第5回（又は第4回）遣隋使、犬上御田鍬・矢田部造らを隋に遣わす。百済使、犬上御田鍬に従って来る。（『日本書紀』）隋側に記録がなく、隋の混乱で成果なく帰国か。
- 618年（推古26年）隋滅ぶ。高句麗が隋の捕虜二人、駱駝一匹などを献上する。（『日本書紀』）

## 遣使の『日本書紀』と『隋書』の主な違い
- 第一回遣隋使は『日本書紀』に記載がなく『隋書』にあるのみ。
- ここでは中国史に合わせて遣隋使として紹介しているが、『日本書紀』では「隋」ではなく「大唐國」に遣使したとあり、高句麗が隋の捕虜を献上した記事にだけ、使者の発言中に「隋」「煬帝」の名前が出ている[注釈 2]。
- 『日本書紀』では裴世清、『隋書』では編纂された時期が唐太宗の時期であったので、太宗の諱・世民を避諱して裴清となっている。役職も『日本書紀』では鴻臚寺の掌客、『隋書』は文林郎とする。
- 小野妹子の返書紛失事件は『日本書紀』にはあるが『隋書』にはない（『隋書』には小野妹子の名前も、中国名とされる蘇因高も出てこない）。
- 『隋書』では竹斯國と秦王國の国名が出てくるが大和の国に当たる国名は記されていない。しかし、「都於邪靡堆」とあることから、都は「邪靡堆」にあったと推察される。
- 『日本書紀』では推古天皇の時代であるが、『隋書』では倭王が女性であることを思わせる記述はほとんど無く「多利思比孤」は男の名である。ただし王の妻「雞彌（きみ、日本語の「王」か）」は推古天皇、太子「利（和）歌彌多弗利」は聖徳太子の反映とも考えられる[注釈 3][18]。